# Optibet Hokeja Līga (2019/2020)
Sezon Optibet Hokeja Līga rozegrany zostanie na przełomie 2019 i 2020 roku jako 39. sezon rozgrywek o mistrzostwo Łotwy w hokeju na lodzie. Do rozgrywek przystąpi 7 drużyn. Organizatorem jest Łotewski Związek Hokeja na Lodzie.
Obrońcą tytułu była drużyna HK Mogo, która w finale poprzednich rozgrywek pokonała HK Kurbads 4:2.

## Sezon zasadniczy
Sezon zasadniczy rozpocznie się we wrześniu 2019 roku. Uczestniczyć w nim będzie 7 drużyn, które rozegrają po 30 spotkań.
| Poz. | Drużyna    | M | Pkt. | Z | ZpD | PpD | P | G+ | G- | +/- |
| ---- | ---------- | - | ---- | - | --- | --- | - | -- | -- | --- |
| 1    | HK Kurbads |   |      |   |     |     |   |    |    |     |
| 2    | HK Lido    |   |      |   |     |     |   |    |    |     |
| 3    | HK Liepāja |   |      |   |     |     |   |    |    |     |
| 4    | HK Mogo    |   |      |   |     |     |   |    |    |     |
| 5    | HK Prizma  |   |      |   |     |     |   |    |    |     |
| 6    | HS Rīga    |   |      |   |     |     |   |    |    |     |
| 7    | HK Zemgale |   |      |   |     |     |   |    |    |     |

- = Awans do rundy play-off

## Faza play-off
Faza play-off w rozgrywkach łotewskiej ligi hokejowej w sezonie 2019/2020 będzie składała się z dwóch rund. Uczestniczyć w niej będą drużyny z miejsc od 1 do 4 sezonu zasadniczego. Drużyna, która zajęła w sezonie zasadniczym wyższe miejsce, miały przywilej roli gospodarza ewentualnego siódmego meczu w rywalizacji. Przy tym mistrz sezonu zasadniczego, będzie mógł być ewentualnie zawsze gospodarzem siódmego meczu. 
Obydwie rundy rozgrywane będą w formule do czterech zwycięstw według schematu: 1-1-1-1-1-1-1 (co oznacza, że klub wyżej rozstawiony rozgrywał będzie w roli gospodarza mecze nr 1., 3. oraz ewentualnie 5. i 7.). Niżej rozstawiona drużyna będzie rozgrywała w swojej hali mecz nr 2., 4. i ewentualnie 6.

## Nagrody
Po zakończeniu sezonu władze ligi przyznają nagrody indywidualne dla zawodników:
- Najlepszy bramkarz:
- Najlepszy obrońca:
- Najlepszy napastnik:
- Najlepszy młodzieżowiec: